# 고시언
고시언(高時彦, 1671 ~ 1734)은 조선의 시인·역관이다. 자는 국미, 호는 성재, 본관은 개성이다.
어릴 때부터 총명하였으며, 한학과에 응시하여 합격하였다. 역관으로서 벼슬이 2품에까지 올랐으나, 부모가 죽은 뒤 물러나 학문에만 전념하였다. 1734년 사신으로 청나라에 가는 도중 병사하였다.
그는 경사에 밝고 한시에도 뛰어났는데, 특히 그가 세조 때부터 영조 때까지의 서민시를 수집하여 편찬한 《소대풍요》는 문학사 정리에 크게 이바지하였다. 저서로 《성재집》 등이 있다.